# 이그나비박테리움과
이그나비박테리움과(Ignavibacteriaceae)는 녹색유황세균문(綠色硫黃細菌門, Chlorobi) 또는 녹균문(綠菌門)에 속하는 세균과의 하나이다.

## 하위 속
- 이그나비박테리움속 (Ignavibacterium) Iino et al. 2010
  - Melioribacter roseus Podosokorskaya et al. 2011